# Sion-les-Mines
Sion-les-Mines település Franciaországban, Loire-Atlantique megyében. Lakosainak száma 1658 fő (2022. január 1.). Sion-les-Mines Saint-Sulpice-des-Landes, La Dominelais, Lusanger, Mouais, Ruffigné és Saint-Aubin-des-Châteaux községekkel határos.

## Népesség
A település népessége az elmúlt években az alábbi módon változott:
| Lakosok száma | 2039 | 1627 | 1499 | 1511 | 1678 | 1612 | 1583 | 1630 | 1651 | 1658 |
|               | 1968 | 1982 | 1990 | 2006 | 2013 | 2015 | 2017 | 2019 | 2020 | 2022 |